# The Wallflowers
The Wallflowers é uma banda de rock alternativo de Los Angeles, California.

## História

### Início
O álbum homônimo da banda foi lançado em 1992 pelo selo Virgin Records. Apesar de ter sido bem recebido pela crítica, vendeu apenas 25.000 cópias.
Os integrantes originais do Wallflowers eram o vocalista e guitarrista Jakob Dylan filho do lendário Bob Dylan, o baixista e backing-vocal Barrie Maguire, Peter Yanowitz na bateria, Rami Jaffee no teclado e o guitarrista Tobi Miller. O quinteto se separou pouco tempo depois do lançamento do primeiro álbum devido a conflitos entre os integrantes e a gravadora. Yanowitz se tornou baterista da banda Natalie Merchant e depois do Morningwood (creditado como Pedro Yanowitz).
Um dos locais favoritos em que a banda tocava era a espaço Kibitz no Canter's em Los Angeles, onde tocavam todas as noites de quinta-feira. Logo chamaram a atenção de grupos como 10,000 Maniacs, Spin Doctors, Cracker e Toad the Wet Sprocket, que convidaram o Wallflowers a abrirem seus shows.
O som da banda foi influenciado por diversos grupos, incluindo bandas como Counting Crows, The Band, Bruce Springsteen, The Replacements, Elvis Costello, Tom Petty e The Clash. Jakob Dylan citou London Calling do The Clash como o álbum mais influente em sua vida.

### Retorno
Em entrevista à revista Rolling Stone de novembro de 2.011, Jakob Dylan anunciou o retorno do Wallflowers. Segundo ele, a banda não chegou a acabar: "Eu nunca disse que estávamos nos separando. Todos nós sentimos que estávamos perdendo um pouco o foco e que precisávamos de um tempo. E essa pausa de um ano logo se tornou dois anos, e então três anos, e cinco ou seis anos se passam rápido demais antes que pudéssemos nos dar conta." E ainda disse estar contente de deixar a carreira solo: "Não posso fazer o que faço no Wallflowers sem eles. Sinto falta disso. Estou feliz de largar o violão. Isso era algo que eu queria fazer, mas nunca planejei pegar a estrada e ser o único cara com um violão por aí. Isso nunca foi excitante pra mim. Eu comecei amando bandas e eu quero estar em uma." A revista ainda informa que o grupo está compondo material inédito.

## Discografia

### Álbuns
- The Wallflowers · Virgin · 1992
- Bringing Down the Horse · Interscope · 1996
- (Breach) · Interscope · 2000
- Red Letter Days · Interscope · 2002
- Rebel, Sweetheart · Interscope · 2005
- Collected: 1996 - 2005 · A Universal Music Company | Interscope Records · 2009
- Glad All Over · Columbia Records · 2012

### Trilhas sonoras
- "One Headlight" (em Excess Baggage (trilha sonora), 1997)
- "Heroes" (em Godzilla (trilha sonora), 1998)
- "Used To Be Lucky" (em No Boundaries (trilha sonora), 1999)
- "I Started A Joke" (em Zoolander (trilha sonora), 2001)
- "I'm Looking Through You" (em I Am Sam (trilha sonora), 2002)
- "Into The Mystic" (em American Wedding (trilha sonora), 2003)

### Álbuns virtuais
- iTunes Originals - The Wallflowers

### Singles
- "6th Avenue Heartache" - 1996 - Bringing Down the Horse
- "One Headlight" - 1996 - Bringing Down the Horse
- "The Difference" - 1997 - Bringing Down the Horse
- "Three Marlenas" - 1997 - Bringing Down the Horse
- "Heroes" - 1998 - Godzilla Soundtrack
- "Sleepwalker" - 2000 - (Breach)
- "When You're on Top" - 2002 - Red Letter Days
- "Closer to You" - 2002 - Red Letter Days
- "How Good Can It Get" - 2002 - Red Letter Days
- "The Beautiful Side of Somewhere" - 2005 - Rebel, Sweetheart
- "God Says Nothing Back" - 2005 - Rebel, Sweetheart
- "Reboot the Mission" - 2012 - Glad All Over
- ''Love is a country'' - 2013- Glad All Over